# Игра престолов (карточная игра)
Игра престо́лов (ЖКИ, живая карточная игра) (англ. A Game of Thrones: Living Card Game) — настольная игра по мотивам цикла романов «Песнь Льда и Огня» (англ. A Song of Ice and Fire, другой вариант перевода — Песнь Льда и Пламени) американского писателя-фантаста Джорджа Мартина .
На русском языке игру выпускает Издательство «Мир Хобби».

## Сюжет и правила ЖКИ «Игра престолов»

### Сюжет
Железный Трон — символ королевской власти, объединяющей Семь королевств континента Вестерос, от огненных бездн Юга до ледяной Стены Севера. В борьбе за право воссесть на престол сошлись многие знатные и могущественные Дома, но победит только один. Игроку предстоит собрать свою колоду из героев, воинов и интриганов, и достичь победы любой ценой — честными боями, коварными интригами или дележом власти. Власть в игре обозначается синими жетонами, которые выдаются при определённых игровых условиях. Побеждает тот игрок, который первым наберёт 15 жетонов власти.

### Процесс игры

#### Подготовка
Раскладывается игровое поле, на котором обозначены три Зала: Сокровищница (сюда кладутся жёлтые жетоны монет, «золотых Драконов»), Источник власти (сюда кладутся синие жетоны Власти) и Тронный зал (здесь, если играют больше двух игроков, выставляются фигурки Титулов).
Игрок выбирает Дом, за который будет играть. От колоды Дома отделяется гербовая карта Дома (на ней содержится подсказка очерёдности действий за ход) и 7 карт Замыслов. Оставшаяся основная колода перемешивается и игрок тянет из неё 7 карт (это действие не засчитывается как ход). Взглянув на доставшиеся карты, игрок отбирает из неё любые карты Героев, Мест или Довесков на сумму 5 золотых и кладёт перед собой. Это — стартовый набор. После того, как все игроки по часовой стрелке проделали то же самое, можно начинать игру.

#### Игра
Игра длится такое количество ходов, которое необходимо для получения кем-то из игроков 15-ти синих жетонов Власти. Каждый ход состоит из следующих фаз:
1. Замысел (в начале каждого хода игроки одновременно вскрывают одну карту Замысла, определяя свою стратегию на ход, и берёт из Сокровищницы столько золотых, сколько указано на карте; кроме того, в начале каждого хода, кроме первого, игрок берёт из Сокровищницы монеты, которые ему приносят бонусные карты Героев или Мест).
2. Добор (игроки берут по 2 карты из колод их Домов на руки, если колода ещё не закончилась).
3. Приказы (игрок распоряжается своим золотом, приобретая из колоды «в руке» и выкладывая перед собой необходимые ему карты Героев, Мест или Довесков, а также вводя в игру карты Событий).
4. Вызовы (игроки бросают друг другу вызовы, которые бывают трёх типов — Бой, Интрига или Делёж власти; в процессе вызова участвующие в нём карты «склоняются», то есть поворачиваются на 90 градусов).
5. Господство (игроки подсчитывают оставшиеся несклонёнными карты персонажей, и тот, у кого таких больше, получает 1 жетон власти).
6. Налоги (всё неистраченное золото сдаётся в Сокровищницу).
7. Подъём (все склонённые карты «выпрямляются»).

После фазы Подъёма начинается следующий ход.

## Карты и Титулы ЖКИ «Игра престолов»

### Карты

#### Колоды Великих Домов Вестероса
Каждый игрок может составлять свою колоду либо с учётом принадлежности персонажей только к одному из Домов (гербом которого в верхнем правом уголке помечены карты), либо привлекая под свои знамёна второстепенных героев другого Дома (но в этом случае за каждого такого героя уплачивается штраф золотом), либо набирая в войско нейтральных героев (не имеющих никакого герба на карте).
- Дом Старков (House Stark). Лорды-правители сурового Севера. Герб — серый лютоволк на белоснежном поле. Девиз: «Зима близко» (англ. Winter Is Coming). Колода из 52 карт входит в Базовый набор. В колоду входят карты Героев: лорд Эддард Старк, леди Кейтилин Старк, их дети — Робб, Санса, Арья и Бран, служители Ночного Дозора Джон Сноу и Бенджен Старк, сир Родрик Кассель и Большой Джон Амбер, а также второстепенные персонажи — лютоволки, слуги, солдаты, стражи, карты Замыслов, Довесков, Состояний, Мест и Событий. Общая игровая механика Старков — сбор колоды (англ. deck searching), прямое попадание (англ. direct kill)[2] и усиленная защита (англ. improved defense). Старки участвуют в основном в Вызовах типа Бой и Делёж власти, почти никогда — Интриги.

- Дом Баратеонов (House Baratheon). Роберт Баратеон — король, восседавший на Железном Троне, Баратеоны — владыки Драконьего Камня и лорды Штормового Предела. Герб — чёрный олень на золотом поле. Девиз: «Нам ярость» (англ. Ours is the Fury). Колода из 52 карт входит в Базовый набор. В колоду входят карты Героев: Роберт Баратеон, его братья Станнис и Ренли, Селис Баратеон, леди Мелисандра, сир Давос Сиворт, мейстер Крессен, сир Барристан Селми, а также второстепенные персонажи — войска, слуги, рыцари, бастарды, солдаты, стражи, карты Замыслов, Довесков, Состояний, Мест и Событий. Общая игровая механика Баратеонов — манипуляции с Властью (англ. power manipulation), репутацией (англ. standing effects), спасение карт с «кладбища» и из колоды сброса (англ. retrieval of cards from the dead and discard piles). Баратеоны участвуют в основном в Вызовах типа Делёж власти и Бой, редко — Интриги.

- Дом Ланнистеров (House Lannister). Богатые и вероломные владетели за́мка на утёсе — Кастерли Рок, некогда именовавшие себя Королями-на-Скале. Герб — золотой лев на кроваво-красном поле. Девиз: «Услышь мой рёв!» (англ. Hear me roar!). Колода из 52 карт входит в Базовый набор. В колоду входят карты Героев: лорд Тайвин Ланнистер, его дети — Джейме и Серсея (близнецы) и карлик Тирион, сын Серсеи Джоффри Баратеон, Великий Мейстер Пицель, лорды Мизинец и Варис, а также второстепенные персонажи — рыцари, стражи, слуги, союзники, наёмники, шпионы, шлюхи, карты Замыслов, Довесков, Состояний, Мест и Событий. Общая игровая механика Ланнистеров — обмен и добор карт (англ. card draw), богатый ассортимент «склоняющих» эффектов (англ. kneeling effects) и манипуляции с чертами (англ. trait manipulation). Ланнистеры участвуют в основном в Вызовах типа Интриги и Делёж власти, иногда — Бой.

- Дом Таргариенов (House Targaryen). Изгнанные потомки короля Эйегона Завоевателя, а также сторонники их возвращения на Железный Трон. Герб — алый трехглавый дракон на чёрном поле. Девиз: «Пламя и кровь» (англ. Fire and Blood). Колода из 52 карт входит в Базовый набор. В колоду входят карты Героев: Дейенерис Таргариен, её брат Визерис Таргариен, сир Джорах Мормонт, кхал Дрого, магистр Иллирио, мейстер Эйемон, Куайтэ из Тени, а также второстепенные персонажи — драконы, рыцари, слуги, стражи, союзники, наёмники, карты Замыслов, Довесков, Состояний, Мест и Событий. Общая игровая механика Таргариенов — манипуляции с картами Довесков (англ. attachment manipulation), преобразование очков Силы (англ. strength reducers), использование смертоносных эффектов, снижающих Силу персонажей и/или убивающих их (обычно помечаются как «обжигающие» эффекты, см., например, карту T 103 — «Поцелуй Пламени»), а также игра персонажей вне фазы Приказов. Таргариены участвуют в основном в Вызовах типа Делёж власти и Бой, иногда — Интрига. Особенность участия Таргариенов в Вызовах — выигрыш или проигрыш благодаря перевесу в 4 (или больше) очка Силы.

- Дом Мартеллов (House Martell). Правители пустынных равнин Дорна, самой южной области Вестероса. Герб — красное солнце, пронзённое золотым копьём, на оранжевом поле. Девиз: «Не поклонившиеся, не согнувшиеся, не сломленные» (англ. Unbowed, Unbent, Unbroken). Колода Дома собирается с помощью многочисленных колод-дополнений. Главные герои на картах Дома Мартеллов — Оберин Мартелл по прозвищу Красный змей, его внебрачные дочери, прозванные «Песчаными Змейками» (Обара, Нимерия, Тиена, Сарелла, Элия, Обелла, Дорея, Лореза), его брат Доран Мартелл с дочерью Арианной. Общая игровая механика Мартеллов — манипулирование значками карт (англ. icon manipulation), эффектами сброса (англ. discard effects), скрытности (англ. stealth), обмена и добора карт (англ. card draw). Многие эффекты Мартеллов связаны с проигрышами в Вызовах, вследствие чего получили название «эффектов мести» («revenge» effects)[3].

- Дом Грейджоев (House Greyjoy). Правители Железных островов и предводители Железных пиратов, наводивших трепет на весь Вестерос. Герб Грейджоев — золотой кракен на чёрном поле. Девиз: «Мы не сеем» (англ. We do not sow). Колода Дома собирается с помощью многочисленных колод-дополнений. Главные герои на картах Дома Грейджой — Теон, Аша и Бейлон Грейджои, Эурон Грейджой по прозвищу Вороний Глаз, Эйрон Грейджой по прозвищу Мокроголовый. Общая игровая механика Грейджоев — контроль локаций (англ. location control), способность спасать персонажей, отменять события и усиливать силу атакующих персонажей (англ. boosting the strength of attacking characters). Многие эффекты карт Грейджоев нацелены на беспрепятственную победу.

#### Карты Героев (Character cards)
Карты Героев могут изображать как уникальных героев, вроде Эддарда Старка (такие карты помечаются значком флага), так и группы персонажей — армии, отряды, стражей, жрецов, шпионов, слуг и пр. Получить того или иного героя в процессе игры можно, оплатив его стоимость золотом или в результате неких игровых условий. При приобретении героев следует иметь в виду их способности, а также стратегические и тактические соображения: умело составленные отряды способны принести наибольшую пользу в фазе Вызовов и получить за победу в Вызовах разного типа Славу и Власть (15 жетонов которой делают игрока победителем в игре). Помимо указанного на карте «типа» Героя, рядом бывают дополнительные характеристики, называющиеся «чертами» (редко влияют на общую характеристику героя, зато бывают необходимы при отыгрыше эффекта некоторых карт; например, одна из карт Ланнистеровских Событий позволяет отправить все карты Старков с чертой «Лютоволк» в сброс).
Типы Героев: Лорд, Леди, Мейстер, Бастард, Рыцарь, Вербовщик, Знаменосец, Капитан, Армия, Воин клана, Наёмник, Союзник, Зверь.
Типы черт: Король, Королева, Королевская стража, Ночной Дозор, Малый Совет, Железные люди, Змея Песков, Асшай, Одичалые, Предатель, Беженец, Заложник, Ворон, Дракон, Лютоволк.

#### Карты Довесков (Attachment cards)
Довески — карты, «прикрепляемые» к карте Героя и приносящие разного рода бонусы: так, «Золочёная броня» или «Телохранитель» могут спасти Героя от смерти, «Отрава в вине» снижает очки Силы, «Лютоволк» Старков приносит защиту и дополнительные очки Силы владельцам и т. п.
Типы Довесков: Титул, Состояние, Навык, Вещь, Оружие, Доспехи, Зверь.

#### Карты Замыслов (Plot cards)
Карты Замыслов — одна из характернейших черт ЖКИ «Игра престолов». Это карты, отличающиеся от прочих горизонтальной ориентацией изображения и содержащие стратегическую задачу, избранную игроком на данный ход.

#### Карты Мест (Location cards)
Карты Мест представляют собой локации, описанные в серии романов «Песнь Льда и Огня». На них могут быть изображены королевские владения, различные регионы Вестероса, пустыни, леса, поля, горы и долины, богорощи, родовые вотчины знатных Домов, залы замков, покои лордов и леди, шатры кочевников, городские или деревенские строения, улицы городов, морские и речные порты, палубы кораблей и т. п.
Типы локаций: Королевство, Драконий Камень, Вестерос, Королевская Гавань, Ланниспорт, Вольные города, Восток, Винтерфелл, Север, Дорн, Железные Острова, Корабль.

#### Карты Событий (Event cards)
Карты Событий представляют собой особые действия или события, описанные в серии романов «Песнь Льда и Огня». Появление таких карт изменяет ход игры, так как События играются сразу «с руки» или в случае наступления оговоренных ими условий. Некоторые события имеют ограниченное действие (они помечены надписью «Только для Дома …»), а некоторые влияют только на карты, обладающие определёнными чертами или принадлежащие к разным Домам. На картах Событий может быть указание, в какую фазу хода они могут использоваться (например, «Любая фаза» или «Приказы») или при каких условиях (например, карта «Отступление» B 171 — «Ответ: после убийства одного из твоих уникальных героев верни его карту себе на руку вместо отправки на кладбище»).

### Титулы
Титулы в ЖКИ «Игра престолов» — это шесть пластиковых фигурок, олицетворяющих собой Титулы игроков:
- Регент Короны (корона на подушечке),
- Десница Короля (сжатый кулак),
- Лорд-Командующий Королевской Гвардии (меч),
- Мастер над Шептунами (обвитая змеёй рука, сжимающая кинжал),
- Мастер над Законами (раскрытая на подставке книга),
- Мастер над Монетой (туго набитый золотом мешочек).

Титулы вводятся в игру, если играет больше 2-х игроков, и привносят в игру элемент психологической интриги: согласно правилам, каждый Титул поддерживает кого-то одного и ненавидит кого-то другого из Титулов (соответственно, может, либо не может бросать ему вызовы или интриговать против него в фазе Вызовов). На игровом поле, на полу Тронной залы, с помощью круговой диаграммы показана система взаимопомощи и взаимовредительства между Титулами; фигурки Титулов ставятся рядом с игроками для наглядности.
В начале каждого хода Титулы передаются от игрока к игроку по часовой стрелке.

## История создания ЖКИ «Игра престолов»
В 2002 году американская компания Fantasy Flight Games, специализирующаяся на создании настольных игр, запустила в продажу карточную «Игру Престолов». На тот момент это была обычная ККИ (Коллекционная Карточная Игра), то есть издавалась в виде предварительно собранных колод (Pre-constructed Deck) и бустеров (booster) из 11 карт.
В 2008 году произошёл ребрендинг игры. В свет вышел базовый набор (Core Set), к которому начали регулярно (раз в месяц) выходить дополнительные «главы» (Chapter) — колоды с фиксированным набором из 40 карт: 10 карт по 3 копии, 8 карт по 1-й копии, 1 карта Намерений и 1 карта Цели. Несколько глав (как правило, шесть) объединяются в одну тематическую серию. Все карты в пределах одной серии имеют общую нумерацию от 1 до 120.
В марте 2010 года FFG изменила формат глав — теперь это 60 карт (20 карт по 3 копии) — соответственно повысив цену колоды.
Помимо дополнительных глав были выпущены 6 крупных расширения (Deluxe Expansion), каждое из которых было посвящено одному из великих домов Вестероса.

## Базовый набор и дополнения (комплектация ЖКИ «Игра престолов»)

### Базовый набор (Core Set)
Базовый набор — основа для ЖКИ «Игра престолов» (без него играть получится, но только на двоих и при условии долгого составления колод). Включает в себя стартовые колоды Великих Домов Старк, Ланнистер, Баратеон и Таргариен, игровое поле, фишки титулов, набор жетонов и поле. На русском языке выпущен фирмой «СМАРТ» в 2009 году.
В комплекте:
- 4 колоды по 52 карты (колоды Домов Старк, Ланнистер, Баратеон и Таргариен);
- 6 карт Домов (Старки, Ланнистеры, Баратеоны, Таргариены, Мартеллы, Грейджои);
- 6 справочных карт;
- 6 фигурок титулов;
- 60 синих жетонов власти;
- 44 жёлтых жетона монет («золотые Драконы»);
- игровое поле;
- правила игры.

### Дополнительные главы (Expansions)
На сегодняшний день уже полностью выпущены 12 серий глав (по 6 колод в каждой). С первой колоды пятой главы («Illyrio’s Gift» из сета «Brotherhood Without Banners») началось изменение формата колод (не 40, а 60 карт в каждой).
В 2015 году вышла новая версия карточной игры A Game of Thrones: The Board Game Second Edition, выпуск первой версии прекращён.
| Сет                                                                            | Входящие главы                                      | Комментарии                                                                                            |
| ------------------------------------------------------------------------------ | --------------------------------------------------- | --- |
| A Clash of Arms /Звон оружия/ 2008 год                                         | War of the Five Kings /Война пяти королей/          | |
| A Clash of Arms /Звон оружия/ 2008 год                                         | Ancient Enemies /Давние враги/                      | |
| A Clash of Arms /Звон оружия/ 2008 год                                         | Sacred Bonds /Священные узы/                        | |
| A Clash of Arms /Звон оружия/ 2008 год                                         | Epic Battles /Великие битвы/                        | Вводит фазу Эпоса                                                                                      |
| A Clash of Arms /Звон оружия/ 2008 год                                         | Battle of the Ruby Ford /Битва при Рубиновом броде/ | |
| A Clash of Arms /Звон оружия/ 2008 год                                         | Calling the Banners /Сбор стягов/                   | Последняя глава, у карт которой была чёрная кайма. В последующих колодах был произведён редизайн карт. |
| A Time of Ravens /Время воронов/ 2008 год Включает механику смены сезонов года | A Song of Summer /Песнь лета/                       | Локализована «Смарт» в 2009 году под названием «Песня лета».                                           |
| A Time of Ravens /Время воронов/ 2008 год Включает механику смены сезонов года | The Winds of Winter /Ветра зимы/                    | Локализована «Смарт» в 2009 году под названием «Ветра зимы».                                           |
| A Time of Ravens /Время воронов/ 2008 год Включает механику смены сезонов года | A Change of Seasons /Смена сезонов/                 | Локализована «Смарт» в 2010 году под названием «Приход зимы»                                           |
| A Time of Ravens /Время воронов/ 2008 год Включает механику смены сезонов года | The Raven’s Song /Песнь Ворона/                     | Локализована «Смарт» в 2010 году под названием «Песня ворона».                                         |
| A Time of Ravens /Время воронов/ 2008 год Включает механику смены сезонов года | Refugees of War /Беженцы войны/                     | Локализована «Смарт» в 2010 году под названием «Бегущие от войны»                                      |
| A Time of Ravens /Время воронов/ 2008 год Включает механику смены сезонов года | Scattered Armies /Разбитые армии/                   | Локализована «Смарт» в 2010 году под названием «Разбитые армии».                                       |
| King’s Landing /Королевская Гавань/ 2009 год                                   | City of Secrets /Город секретов/                    | Вводит механику Теней (Shadows mechanic).                                                              |
| King’s Landing /Королевская Гавань/ 2009 год                                   | Time of Trials /Время испытаний/                    | |
| King’s Landing /Королевская Гавань/ 2009 год                                   | Tower of the Hand /Башня Десницы/                   | |
| King’s Landing /Королевская Гавань/ 2009 год                                   | Tales of the Red Keep /Сказания Красного Замка/     | |
| King’s Landing /Королевская Гавань/ 2009 год                                   | Secrets and Spies /Секреты и шпионы/                | |
| King’s Landing /Королевская Гавань/ 2009 год                                   | The Battle of Blackwater Bay /Битва на Черноводной/ | |
| Defenders of the North /Защитники Севера/ 2009 год                             | Wolves of the North /Волки Севера/                  | |
| Defenders of the North /Защитники Севера/ 2009 год                             | Beyond the Wall /По ту сторону Стены/               | |
| Defenders of the North /Защитники Севера/ 2009 год                             | A Sword in the Darkness /Меч во тьме/               | |
| Defenders of the North /Защитники Севера/ 2009 год                             | The Wildling Horde /Дикая Орда/                     | |
| Defenders of the North /Защитники Севера/ 2009 год                             | A King in the North /Король Севера/                 | |
| Defenders of the North /Защитники Севера/ 2009 год                             | Return of the Others /Возвращение Иных/             | Последняя из глав, содержавшая 40 карт.                                                                |
| Brotherhood Without Banners /Братство без знамён/ 2010 год                     | Illyrio’s Gift /Дар Иллирио/                        | Первая глава, формат которой изменился: в колоду стало входить не 40 карт, а 60.                       |
| Brotherhood Without Banners /Братство без знамён/ 2010 год                     | Rituals of R’hllor /Ритуалы Р’ллора/                | |
| Brotherhood Without Banners /Братство без знамён/ 2010 год                     | Mountains of the Moon /Лунные Горы/                 | |
| Brotherhood Without Banners /Братство без знамён/ 2010 год                     | A Song of Silence /Песнь Молчания/                  | |
| Brotherhood Without Banners /Братство без знамён/ 2010 год                     | Of Snakes And Sand /Змеи и Пески/                   | |
| Brotherhood Without Banners /Братство без знамён/ 2010 год                     | Dreadfort Betrayal /Предательство Дредфорта/        | |
| Secrets of Oldtown /Секреты Староместа/ 2010 год                               | Gates of the Citadel /Врата Цитадели/               | |
| Secrets of Oldtown /Секреты Староместа/ 2010 год                               | Forging the Chain /Сковывая Цепь/                   | |
| Secrets of Oldtown /Секреты Староместа/ 2010 год                               | Called by the Conclave /Вызван Конклавом/           | |
| Secrets of Oldtown /Секреты Староместа/ 2010 год                               | The Isle of Ravens /Вороний остров/                 | |
| Secrets of Oldtown /Секреты Староместа/ 2010 год                               | Mask of the Archmaester /Маска Архимейстера/        | |
| Secrets of Oldtown /Секреты Староместа/ 2010 год                               | Here to Serve /К Вашим Услугам/                     | |
| A Tale of Champions /Сказание о Победителях/ 2011 год                          | Tourney for the Hand /Турнир в Честь Десницы/       | |
| A Tale of Champions /Сказание о Победителях/ 2011 год                          | The Grand Melee /Большая Схватка/                   | |
| A Tale of Champions /Сказание о Победителях/ 2011 год                          | On Dangerous Grounds /В Опасных Землях/             | |
| A Tale of Champions /Сказание о Победителях/ 2011 год                          | Where Loyalty Lies /Там, Где Преданность Лжива/     | |
| A Tale of Champions /Сказание о Победителях/ 2011 год                          | Trial By Combat /Испытание Боем/                    | |
| A Tale of Champions /Сказание о Победителях/ 2011 год                          | A Poisoned Spear /Отравленное Копьё/                | |
| Beyond the Narrow Sea /За Узким Морем/ 2012 год                                | Valar Morghulis /Валар Моргулис/                    | |
| Beyond the Narrow Sea /За Узким Морем/ 2012 год                                | Valar Dohaeris /Валар Дохаэрис/                     | |
| Beyond the Narrow Sea /За Узким Морем/ 2012 год                                | Chasing Dragons /В Погоне за Драконами/             | |
| Beyond the Narrow Sea /За Узким Морем/ 2012 год                                | A Harsh Mistress /Суровая Госпожа/                  | |
| Beyond the Narrow Sea /За Узким Морем/ 2012 год                                | The House of Black and White /Чёрно-Белая Обитель/  | |
| Beyond the Narrow Sea /За Узким Морем/ 2012 год                                | A Roll of the Dice /Кости Брошены/                  | |
| A Song of the Sea /Песнь Моря/ 2012 год                                        | Reach of the Kraken /Охват Кракена/                 | |
| A Song of the Sea /Песнь Моря/ 2012 год                                        | The Great Fleet /Великий Флот/                      | |
| A Song of the Sea /Песнь Моря/ 2012 год                                        | The Pirates of Lys /Пираты Лиса/                    | |
| A Song of the Sea /Песнь Моря/ 2012 год                                        | A Turn of the Tide /Смена Прилива/                  | |
| A Song of the Sea /Песнь Моря/ 2012 год                                        | The Captain’s Command /Команда Капитана/            | |
| A Song of the Sea /Песнь Моря/ 2012 год                                        | A Journey’s End /Конец Пути/                        | |
| Kingsroad Cycle /Цикл «Королевский Тракт»/ 2013 год                            | The Banners Gather /Сбор Знаменосцев/               | |
| Kingsroad Cycle /Цикл «Королевский Тракт»/ 2013 год                            | Fire and Ice /Пламя и Лёд/                          | |
| Kingsroad Cycle /Цикл «Королевский Тракт»/ 2013 год                            | The Kingsguard /Королевская Гвардия/                | |
| Kingsroad Cycle /Цикл «Королевский Тракт»/ 2013 год                            | The Horn That Wakes /Рог, Который Будит/            | |
| Kingsroad Cycle /Цикл «Королевский Тракт»/ 2013 год                            | Forgotten Fellowship /Забытое Братство/             | |
| Kingsroad Cycle /Цикл «Королевский Тракт»/ 2013 год                            | A Hidden Agenda /Скрытая Цель/                      | |
| Conquest and Defiance /Завоевание и неповиновение/ 2014 год                    | Spoils of War /Трофеи войны/                        | Вводит механику Ценности (Prized X)                                                                    |
| Conquest and Defiance /Завоевание и неповиновение/ 2014 год                    | The Champion’s Purse /Кошель Чемпиона/              | |
| Conquest and Defiance /Завоевание и неповиновение/ 2014 год                    | Fire Made Flesh /Огонь, Ставший Плотью/             | |
| Conquest and Defiance /Завоевание и неповиновение/ 2014 год                    | Ancestral Home /Отчий Дом/                          | |
| Conquest and Defiance /Завоевание и неповиновение/ 2014 год                    | The Prize of the North /Приз Севера/                | |
| Conquest and Defiance /Завоевание и неповиновение/ 2014 год                    | A Dire Message /Страшное Послание/                  | |
| Wardens Cycle /Цикл «Хранителей» / 2015 год                                    | Secrets and Schemes /Тайны и Схемы/                 | |
| Wardens Cycle /Цикл «Хранителей» / 2015 год                                    | A Deadly Game /Смертоносные Игры/                   | |
| Wardens Cycle /Цикл «Хранителей» / 2015 год                                    | The Valemen /Мужи Долины/                           | |
| Wardens Cycle /Цикл «Хранителей» / 2015 год                                    | A Time for Wolves /Время Волков/                    | |
| Wardens Cycle /Цикл «Хранителей» / 2015 год                                    | House of Talons /Дом Когтя/                         | |
| Wardens Cycle /Цикл «Хранителей» / 2015 год                                    | The Blue Is Calling /Синева Зовёт/                  | |

### Расширения (Deluxe Expansions)
- Kings of the Sea (2011)[85]. Добавляет 60 карт Дома Грейджой (по 3 копии каждой, всего 180 карт). Кроме этого содержит особую резиновую карту Дома и специальный мультиплеерный сценарий. Не локализован.
- Princes of the Sun. Добавляет 60 карт Дома Мартелл (по 3 копии каждой, всего 180 карт), содержит особую резиновую карту Дома. Не локализован.
- Lords of Winter. Добавляет новые карты для Дома Старков (в набор входят сразу две заранее собранные колоды, основанные на Доме Талли из Риверрана и Лютоволках; всего 165 карт — 55 различных карт по 3 копии). Не локализован.
- Kings of the Storm. Колода посвящена лордам Штормового Предела, то есть Великому Дому Баратеон. Содержит 165 карт (55 различных карт по 3 копии) и особую резиновую карту Дома[86]. Не локализован.
- Queen of Dragons. Добавляет новые карты для Дома Таргариенов, несколько новых нейтральных карт героев и целей, подходящих любому Дому. Всего 165 карт (55 различных карт по 3 копии)[87].
- Lions of the Rock. Добавляет новые карты Дома Ланнистеров. Содержит 165 карт (55 карт по 3 копии)[88]. Не локализован.